# Fairmined

Logo Fairmined.

Fairmined est un label d'assurance qui certifie l'or éthique, c'est-à-dire provenant d'organisations minières artisanales et à petite échelle qui développent des pratiques éthiques.
L'objectif de Fairmined est de garantir des pratiques plus respectueuses de l'environnement, de meilleures conditions de travail pour les mineurs et les mineuses, et de contribuer au développement des communautés minières.
Le label vise également à fournir au marché de l'or certifié d'origine éthique, selon les principes du commerce équitable. Tous les acteurs qui achètent de l'or certifié soutiennent le développement des organisations minières artisanales et à petite échelle.
Fairmined est une initiative créée en 2004 par la fondation Alliance pour une Mine Responsable (en anglais, Alliance for Responsible Mining ou ARM), une organisation sans but lucratif reconnue au niveau mondial pour son rôle de leader et pionnière dans le secteur de l'exploitation minière artisanale et à petite échelle.

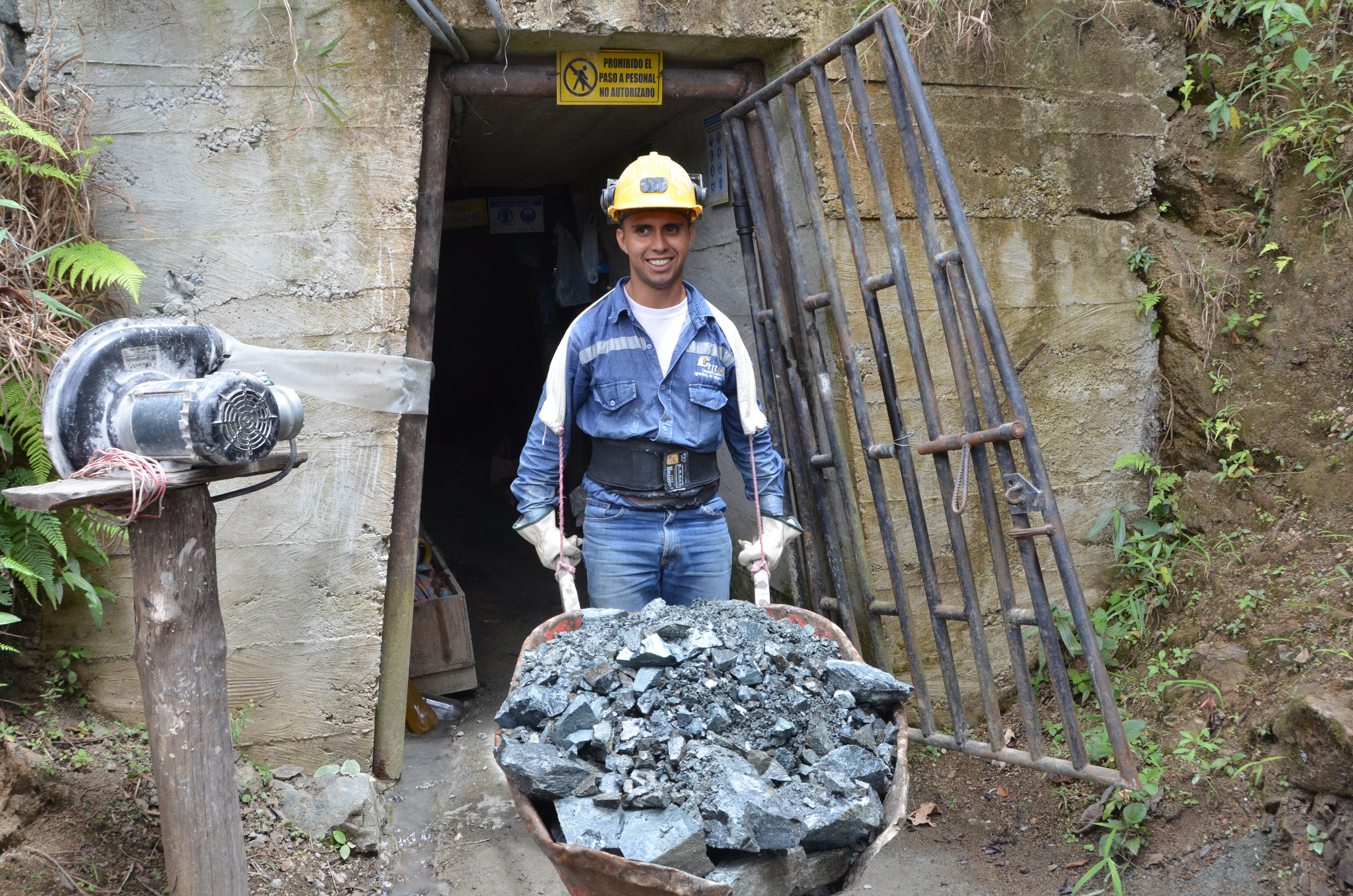
Mineur d'une mine à petite échelle certifiée Fairmined transportant du minerai brut hors de la galerie d'accès.

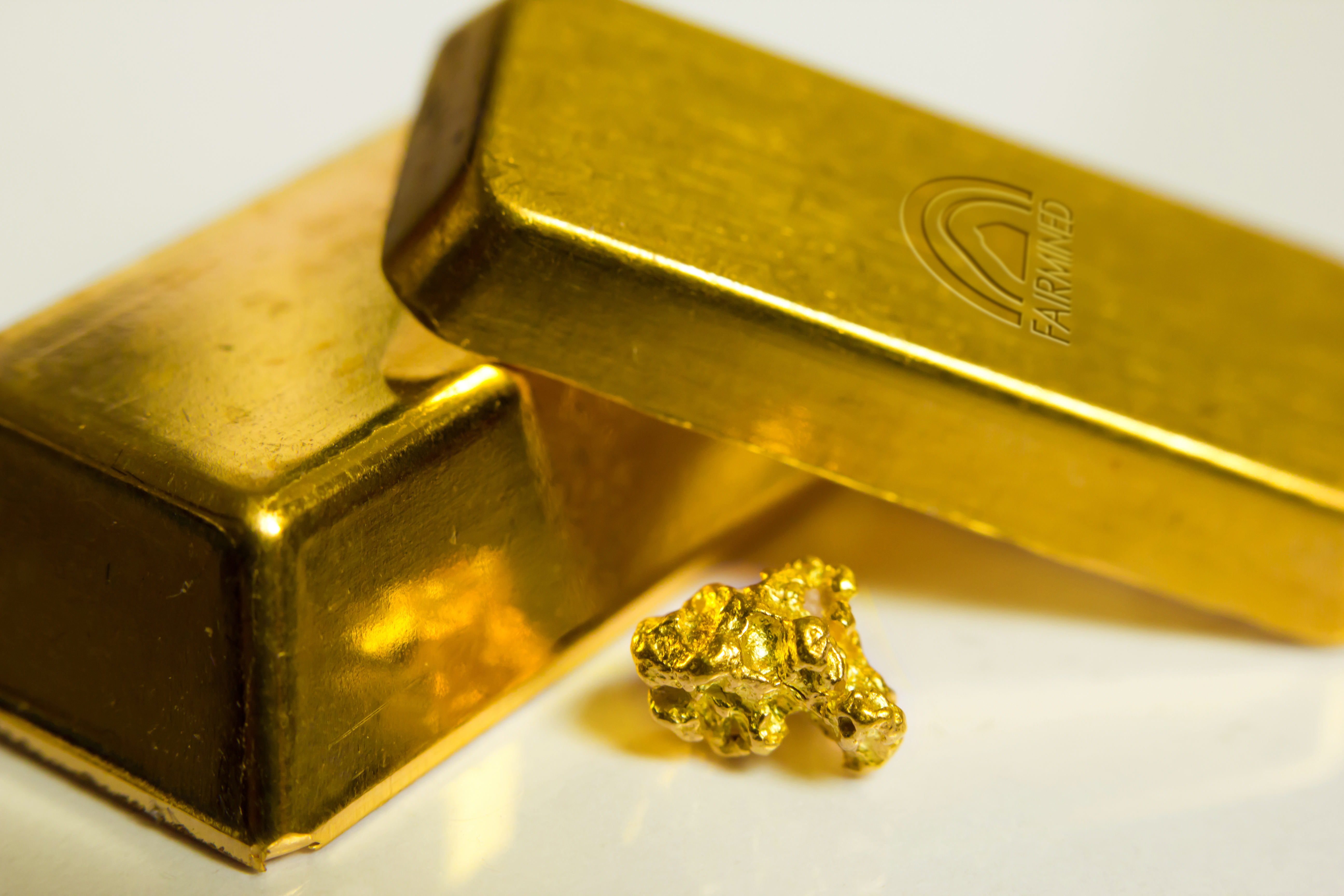
lingots d'or certifiés Fairmined et pépite d'or.

## Objectif
L’or est depuis des siècles une matière associée à la richesse, aux triomphes, au glamour et au romantisme. L’activité minière aurifère s'est fortement développée à partir du XIXe siècle avec ce qu'on a appelé les ruées vers l'or dans les zones aurifères. Des techniques nouvelles ont permis d’améliorer l’efficacité de l’exploitation des filons d’or, introduisant en particulier l’utilisation du cyanure, ou du mercure. Mais l’image de l’exploitation minière aurifère a été également ternie par des pratiques illégales autour de cette activité, par les pollutions aux métaux lourds, par l’impact écologique sur les zones d’extraction, et par des pratiques sociales peu scrupuleuses des hommes et femmes.
Dans les années 1980, un de ses reportages les plus connus du photographe franco-brésilien Sebastião Salgado, intitulé La Mine d'or de Serra Pelada, frappe les esprits en montrant le quotidien dans une mine d’or, en Amazonie, où les travailleurs, hommes ou femmes, creusent dans la boue pour extraire le métal précieux. D’autres enquêtes et documentaires ont mis en exergue des conditions d’extraction de l’or, qui ont peu évolué depuis le XIXe siècle,,.
Au niveau mondial, le secteur de l’exploitation minière artisanale et à petite échelle extrait 20% de l’or produit et contribue à faire vivre plus de 150 millions de personnes.
Fairmined travaille à l’éradication des mauvaises pratiques du secteur et des a priori négatifs qui en résultent. Pour cela, Fairmined encourage le développement durable aux sites artisanaux d’exploitation minière aurifère, et à appliquer les principes du commerce équitable à la filière de transformation et de commercialisation de ce minerai : prix juste et rémunérateurs pour les producteurs, partenariat commercial sur la durée, renforcement des compétences organisationnelles et techniques des sociétés minières artisanales, respect des conventions de l’Organisation internationale du travail, en particulier sur les conditions de travail, la santé,la sécurité des travailleurs, ou encore sur le travail des enfants,. La conformité aux exigences de la certification est vérifiée régulièrement par des audits effectués par des organismes tiers,.
Cette démarche introduit également une traçabilité, de la mine d’extraction jusqu’à la vitrine d’exposition, un sujet complexe pour l’or, qui peut être purifié,fondu, amalgamé.

## Historique
La certification Fairmined est une initiative de l’Alliance pour une mine responsable (en anglais, Alliance for Responsible Mining ou ARM), une organisation à but non-lucratif créée en 2004, qui a publié la première version du standard Fairmined. À la suite d'une association avec la Fairtrade Labelling Organizations (FLO), une association mettant en réseau les initiatives de commerce équitable, une version commune de la certification, appelée Fairtade and Fairmined Gold est publiée en 2009 sur la base des standards et des normes environnementales et sociales. Puis, après séparation de FLO et ARM, en avril 2014, la version 2.0 du standard Fairmined est rendue publique par ARM seule, FLO poursuivant de son côté l'initiative avec leur propre standard. Dans les années 2010, des créateurs de bijoux et des maisons de joaillerie, comme Chopard, Flore & Zéphyr, Paulette à Bicyclette, JEM (Jewellery Ethically Minded), le groupe Kering ou Ana Khouri, effectuent le choix de l’or certifié Fairmined, pour une partie de leurs collections ou la totalité,,.
Durant cette même décennie, des objets particulièrement symboliques commencent à être produits avec de l’or certifié Fairmined, tels que la Palme d’or du Festival de Cannes, depuis 2013,,, le trophée du prix Nobel de la paix depuis 2015, les Lauriers olympiques remis lors de la cérémonie d’ouverture des jeux olympiques d’été depuis les jeux de Rio en 2016, ou encore une partie de la production de plusieurs monnaies européennes comme la Monnaie de Paris,,.

## Les limites de la démarche
La démarche est encore embryonnaire : en 2020, dix sociétés minières artisanales sont certifiées Fairmined et environ 1 400 kilos d’or certifié ont été vendus sur le marché équitable international,.
La démarche de certification Fairmined est une démarche volontaire des exploitants miniers et de quelques acteurs de la filière. L'industrie minière mondiale prend progressivement conscience de la nécessité d'aborder les questions de développement durable, mais les objectifs court terme l’emportent bien souvent sur une logique de responsabilité sociale. L’existence de la certification Fairmined est une étape qui donne à toute une profession une cible ambitieuse. Pour autant, un cadre réglementaire international plus contraignant est jugé également nécessaire.